# Champsodon pantolepis
Champsodon pantolepis is een straalvinnige vissensoort uit de familie van champsodonten (Champsodontidae). De wetenschappelijke naam van de soort werd voor het eerst geldig gepubliceerd in 1994 door Nemeth.